# Plan de Fontmort
Le Plan de Fontmort est un col du Massif central d'importance locale, d'une altitude de 896 m se situant dans le massif des Cévennes. Le col a donné son nom à la forêt domaniale qui recouvre ses pentes. Il comporte à la fois un mégalithe à cupule et un monument mémoriel, en forme d'obélisque, érigé sur le lieu où s'affrontèrent plusieurs fois camisards et troupes royales.

## Toponymie
Le nom de Fontmort viendrait de l’occitan Font Morta désignant une source asséchée. La légende locale de la « Vieille Morte »,, y enterrant son enfant mort (l'éfont mort) est par ailleurs communément évoquée.
Il s'agit en l'occurrence d'une célèbre légende du cœur des Cévennes que forment la vallée Borgne, la vallée Française et la vallée Longue, à laquelle sont liés plusieurs lieux. Cette légende stipule qu'en des temps immémoriaux, une fée résidait au sommet du Mont Mars. Cette fée n'était pas d'humeur commode, ce qui en faisait une fort méchante fée. En dépit de son âge avancé, une veuve des environs de Saint-Germain-de-Calberte, avait « fauté » et donné naissance à un enfant. Pour la punir, la fée la condamna à arracher une énorme pierre des flancs du Mont des Laupies (grosses pierres plates en occitan) et la chassa du pays avec son enfant, son chien, son âne et surtout sa pierre.
Ainsi chargée la vieille s'en alla, mais son enfant, trop fragile pour supporter le voyage, mourut rapidement au col qui est depuis appelé Plan-de-Fontmort (le plan de l'enfant mort). Le chien, lui, tomba dans un trou au lieu-dit Cros del chi (la tombe du chien).
La pluie se mit à tomber violemment comme elle tombe parfois lors d'un orage cévenol, la vieille s'abrita un moment sous une avancée de la roche au lieu-dit Escota se plou (écoute s'il pleut). Devant continuer sa route coûte que coûte, la pauvre femme s'engagea dans la vallée où coule un affluent du Gardon de Saint-Germain. Arrivée en bas du village, il lui fallut franchir la rivière (toujours en portant son énorme pierre) bien qu'elle fût en crue à cause de l'orage ; l'âne trébucha et se noya d'où le nom de Négase (noie âne) donné à ce gué.
Épuisée, la vieille s'assoupit un moment sur une crête nommée depuis Mortdesom (mort de sommeil), puis tenta de continuer. Poursuivie par la méchante fée, elle reprit péniblement son chemin, portant toujours son fardeau de pierre. La vieille commença l'ascension de la montagne mais avant d'arriver au sommet, éreintée, ne parvenant plus à porter son fardeau, elle abandonna ce qui devint « la Pierre de la Vieille ». Terrorisée (l'orage continuait et la fée se rapprochait) et accablée du chagrin d'avoir perdu son enfant, elle se mit à pleurer créant le valat de las Gotas (le ruisseau des gouttes). Malgré tout, la vieille parvint enfin au sommet de la montagne mais la fée l'y rattrapa et la tua pour avoir perdu la pierre. En souvenir de cette malheureuse, la montagne est appelée la « Vieille Morte ».

## Géographie

### Situation
Le col se situe en Lozère et se place sur la ligne de crêtes faisant à la fois limite administrative entre les communes de Barre-des-Cévennes au nord et celle de Saint-Martin-de-Lansuscle au sud en même temps que ligne de partage des eaux. Via le Tarn, les eaux de la Mimente, au pied des pentes nord du col, relèvent en effet du bassin versant de la Garonne tandis que, sur le versant sud, les eaux des Gardons coulent vers le Rhône et la Méditerranée.

### Accès
Le col est accessible par les routes départementales 13 et 162 qui s'y croisent. La première assure la liaison routière entre Barre-des-Cévennes et Saint-Germain-de-Calberte tandis que la seconde relie Cassagnas (distant de 6 km du col) à Sainte-Croix-Vallée-Française via Saint-Martin-de-Lansuscle, ce village se situant, quant à lui, à 6 km du col.
Le col est par ailleurs conjointement franchi par le sentier de grande randonnée 7 (GR 7) et le GR 67) qui font leur jonction avec le « chemin de Stevenson » (GR 70) au lieu-dit du « réservoir de Fontmort » à 500 m du col.

## Histoire
C'est au Plan de Fontmort que se réunissent les instigateurs de l'expédition punitive contre l'abbé du Chayla qui devint le point de départ de la guerre des camisards.
Le 28 juillet 1702, lors d'une escarmouche, les troupes royales surprennent un groupe de camisards dont elles capturent le chef, Esprit Séguier. Celui-ci, originaire du hameau de Magistavols, proche du col (commune de Cassagnas) est un protagoniste majeur du meurtre collectif de l'abbé du Chayla commis dans la nuit du 24 au 25 juillet 1702 au Pont-de-Montvert.
Le 13 mai 1704, cinq cents camisards emmenés par Rolland tendent une embuscade victorieuse à trois cents soldats.

Le lieu recèle un obélisque érigé en mémoire des combats qui se déroulèrent au Plan de Fontmort durant la Guerre des Cévennes entre insurgés huguenots et troupes royales de répression. Pour marquer le centenaire de l'édit de tolérance, cet obélisque a été inauguré le 14 août 1887 au cours d'une grande prédication biblique rassemblant près de cinq mille personnes et une trentaine de pasteurs. La plaque scellée sur le monument commémore l'importance du lieu pour la communauté protestante française et son attachement à la liberté religieuse : 

« À l’occasion du centenaire de l'édit de tolérance, les fils des Huguenots ont sur le théâtre des anciens combats élevé ce monument à la paix religieuse et à la mémoire des martyrs. »

La plateforme du col est aménagée en aire de pique-nique.

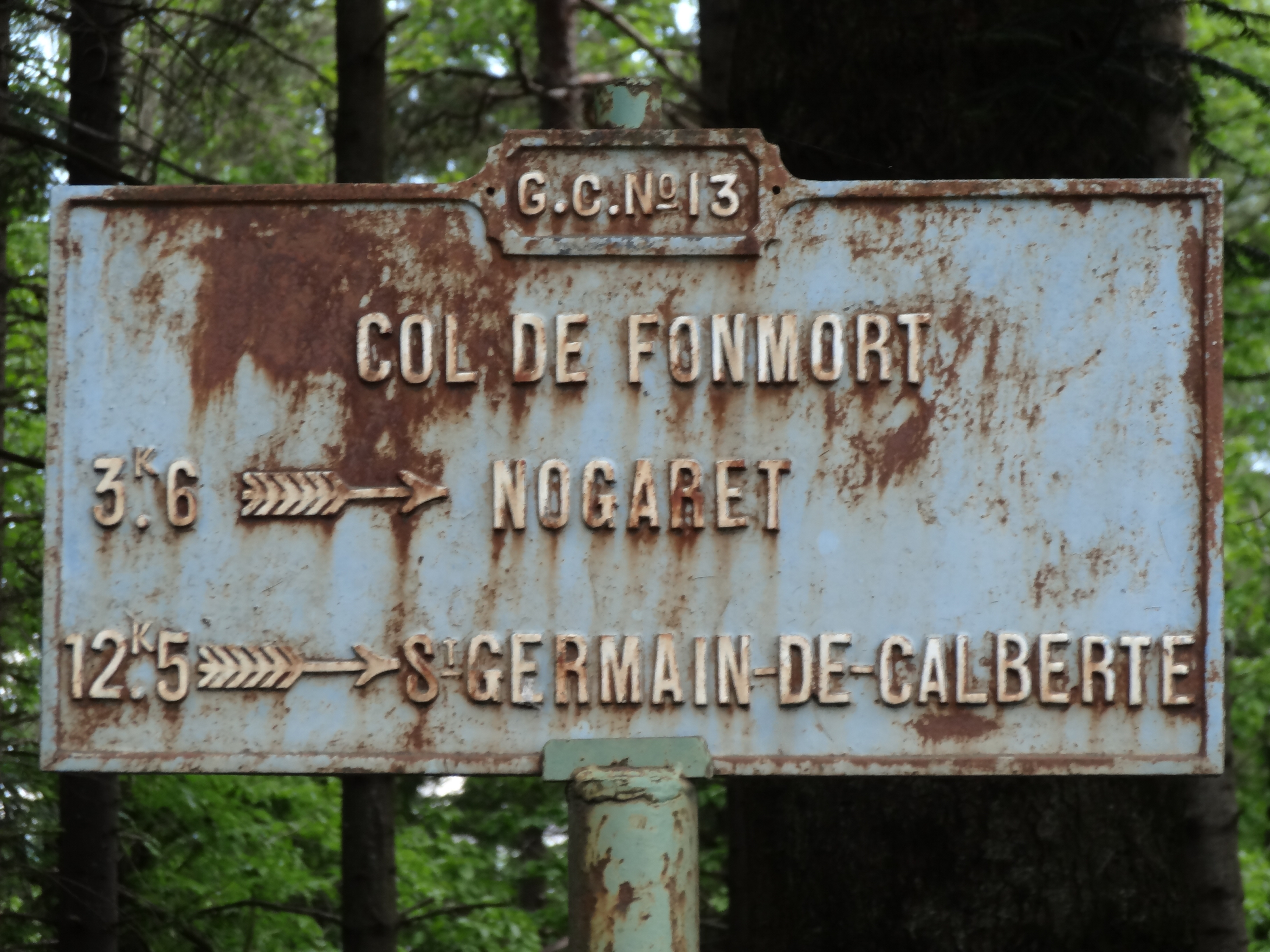
Plaque de cocher au Plan de Fon(t)mort.
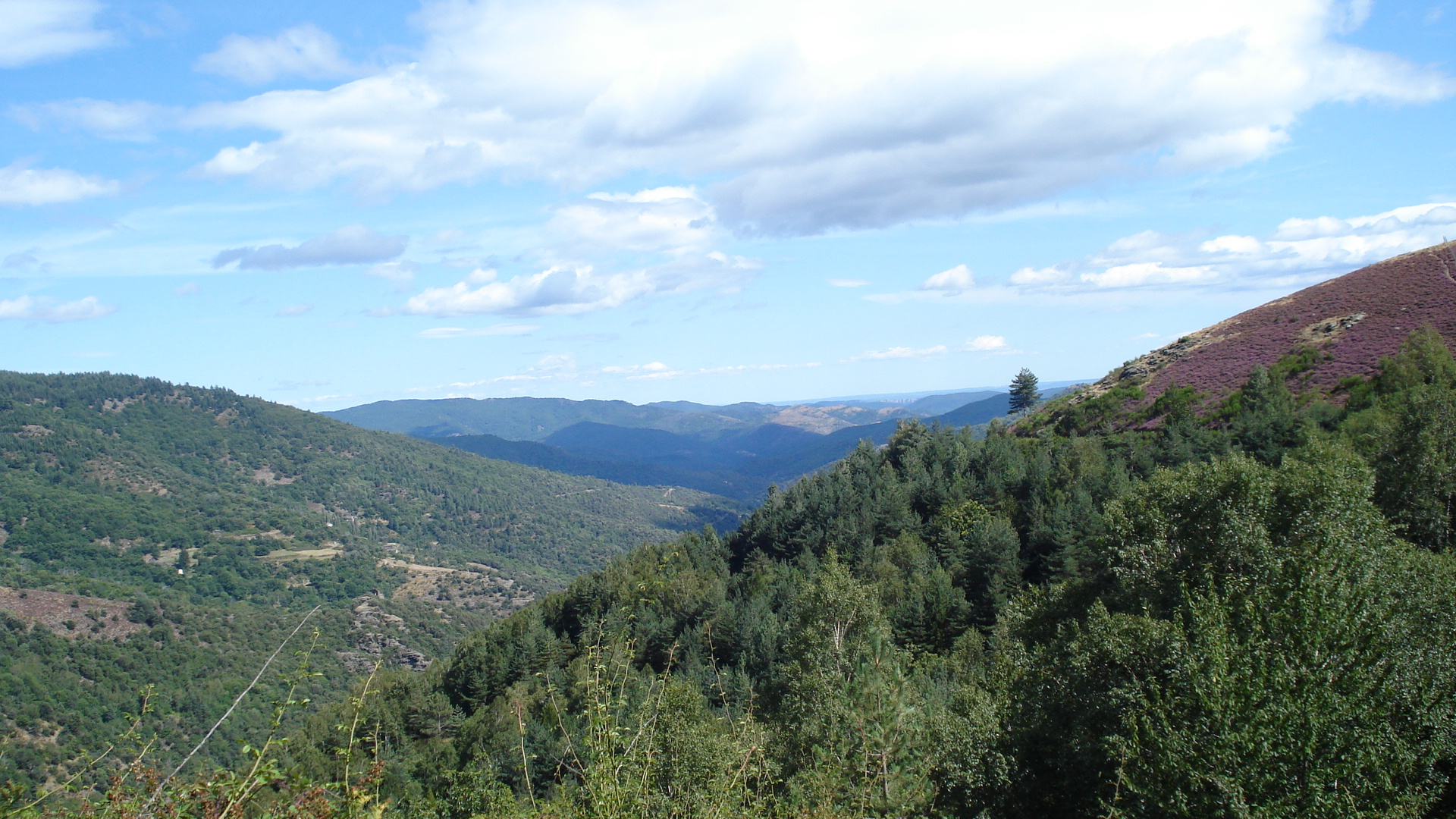
À proximité du col, vue sur Saint-Martin-de-Lansuscle.
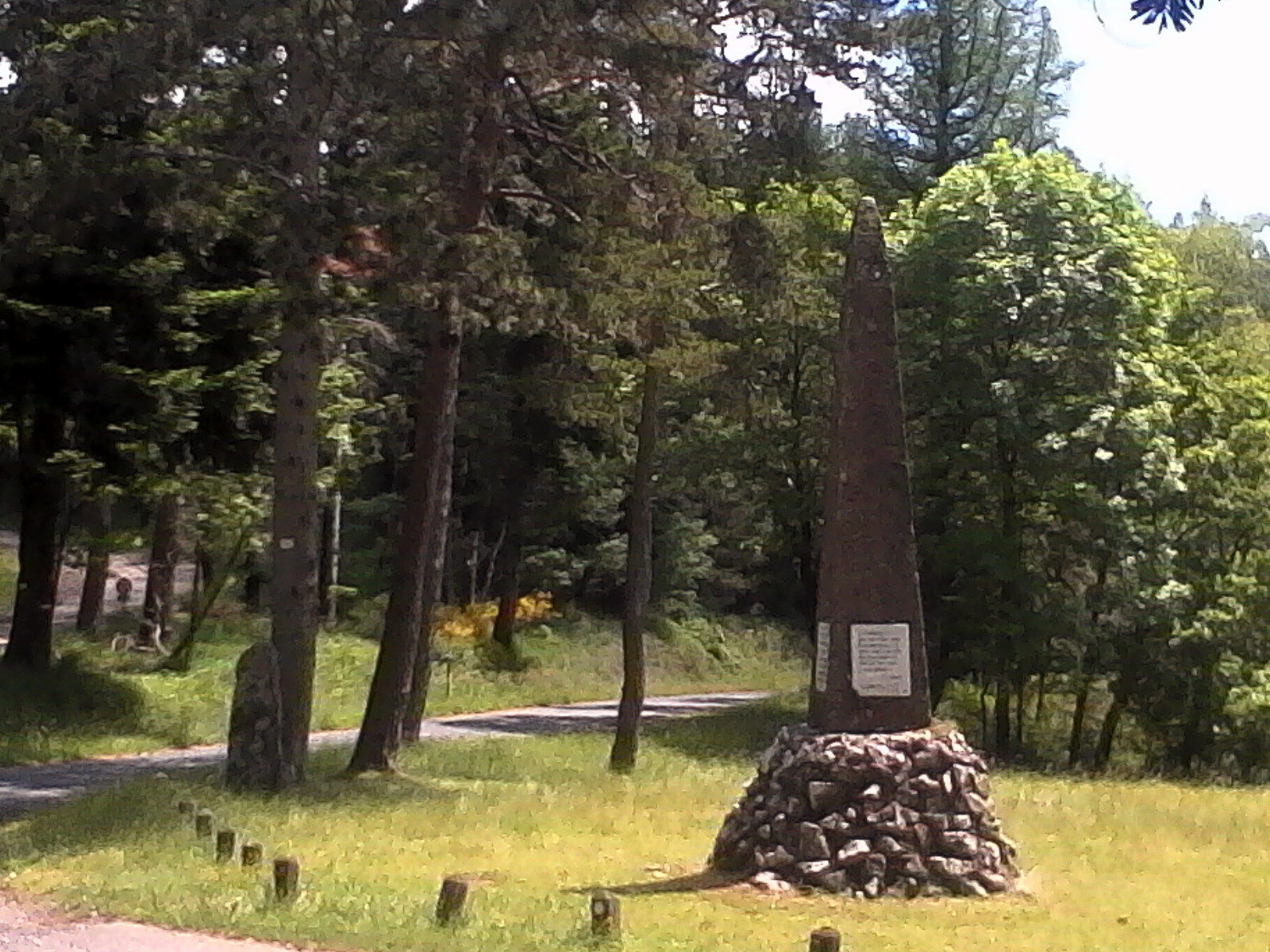
L'obélisque et le menhir à cupule.
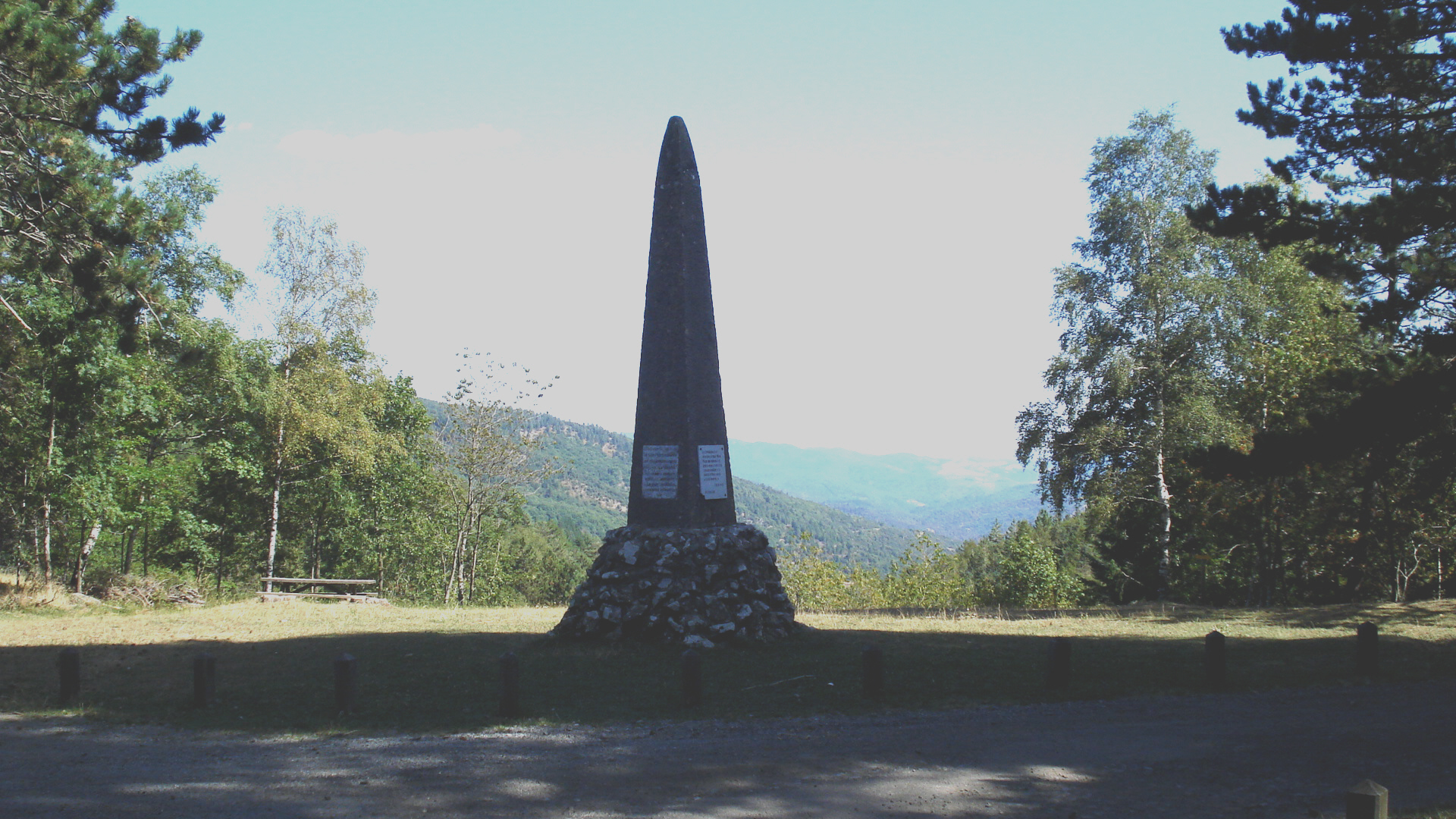
L'obélisque.
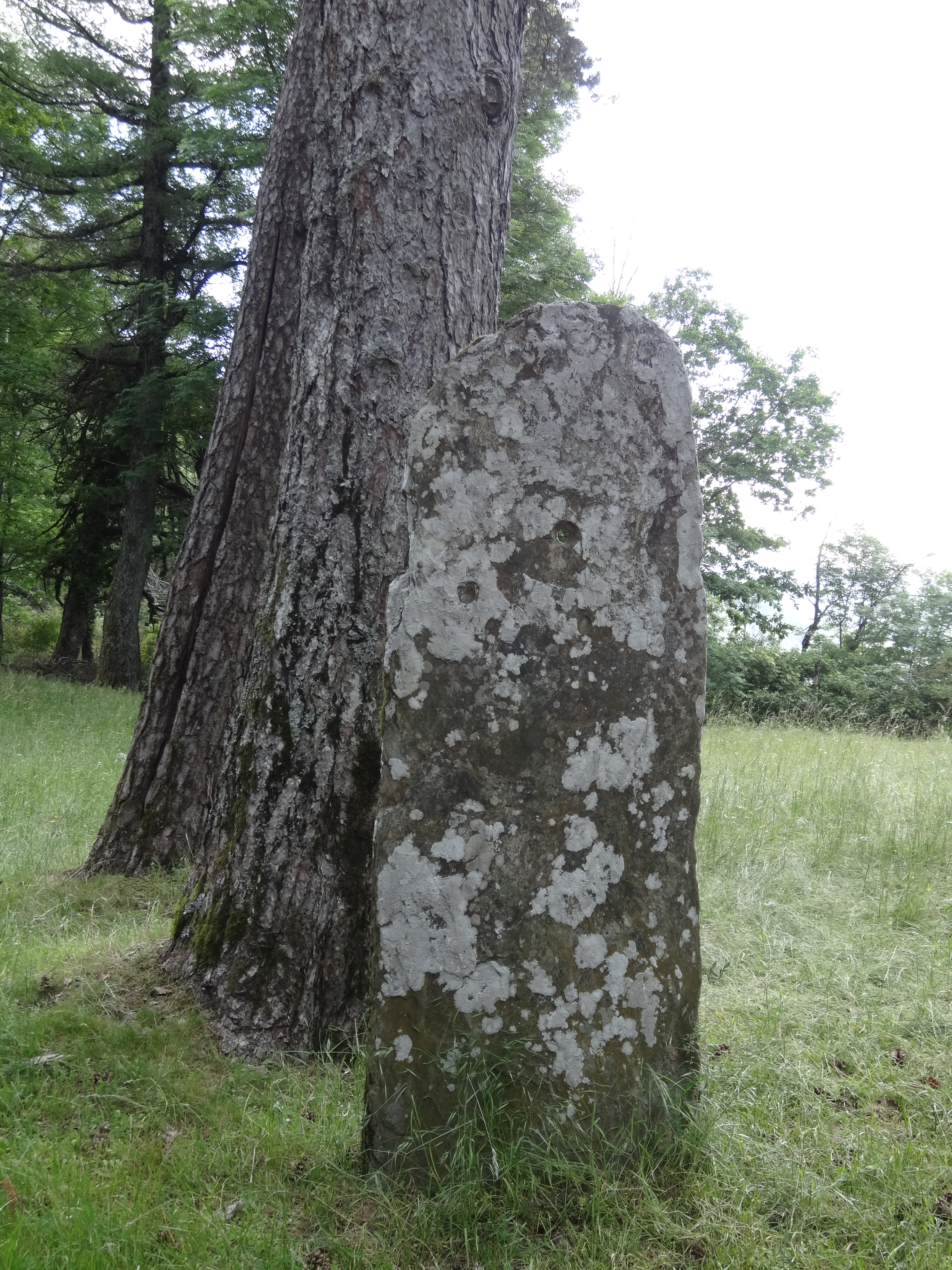
Menhir à cupule.
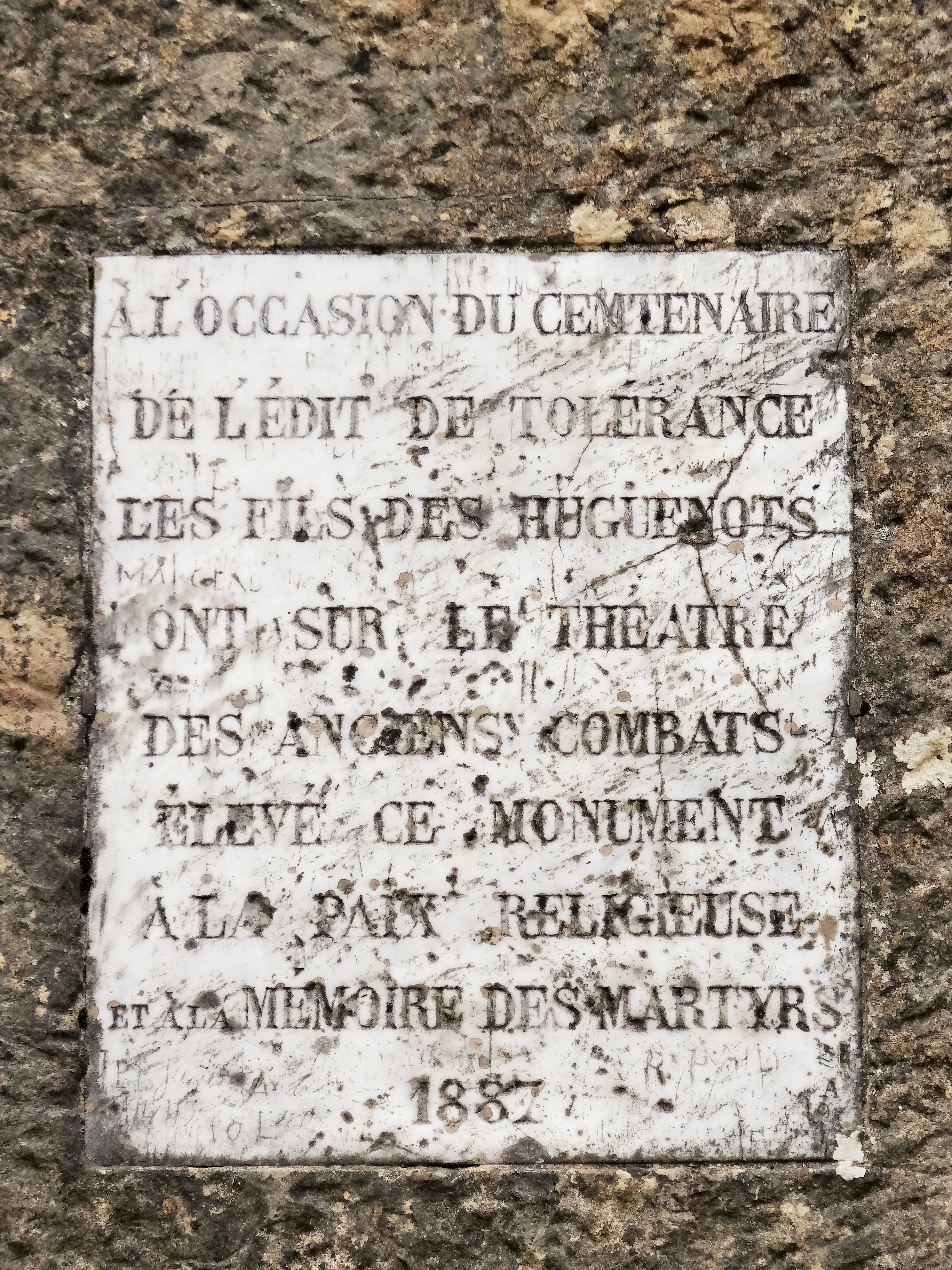
Plaque commémorative protestante scellée sur l'obélisque.